# 新川野外市場
新川野外市場（しんかわやがいいちば）は兵庫県豊岡市にある新川水路上に設けられた食料品を中心とした市場。通称：あおぞら市場。

## 概要
1958年5月に開設して以来、豊岡市の台所として親しまれている市場である。南北に約60mにわたりおよそ40店舗の露天が並んでおり、野菜、果物、生花などの食料品を中心に取り扱っている。市街地北部を縦断する新川（しんかわ）水路上にあるため正式名称は「新川野外市場」となっている。
1940年代、この市場が開設する以前は、大八車を引いて大開通りを中心に周辺の家々を廻り、野菜や魚を行商する人たちが多く居たが、マイカーの増加など交通事情の変化に伴い、1958年5月に現在の場所に行商人が集まり、朝市を開くようになった。当初はコンクリート上に設けられただけの屋外市場であったため「青空市場」と呼ばれていたが、雨を凌げるように屋根を設けた今日でも、その愛称で親しまれている。
2003年4月には市から助成を受けた豊岡商工会議所により、屋根が葺き替えられるなど改装されたほか、愛称をひらがな名称とした。2009年6月にはウィットマン中学校国際交流訪問団が当市場やふれあい公設市場、大開通り、城崎温泉などを訪問し、豊岡鞄の製作などの体験を行った。

## 開催日時
- 1、10、20日を除く毎日
- 7:00 - 11:00

## 祭事・行事
- 例年10月下旬に開催される同市出身の大石りくを偲ぶまつり「大石りくまつり」（2017年終了）の協賛イベントとして青空市場まつりが開催されていた。

## 所在地
- 兵庫県豊岡市千代田町4番地

## 交通
- JR西日本 山陰本線 豊岡駅より「生田通り」または「大開通り」を東へ450m、徒歩約5分
- コバス（コミュニティバス） - 「市役所前」下車、160m、徒歩約2分

## 周辺施設
- 豊岡市役所
- ふれあい公設市場
- 豊岡市立豊岡小学校
- 神武山公園
- 山王公園